# Liste des maires de Lunel
Cet article dresse une liste par ordre de mandat des maires de Lunel, chef-lieu de canton de l'Hérault (France), ou des personnes qui ont exercé à titre provisoire la fonction de maire.

## Liste des maires

### Maires jusqu'à la Libération
| Période      | Période        | Identité                 | Étiquette   | Qualité                                              |
| ------------ | -------------- | ------------------------ | ----------- | ---------------------------------------------------- |
| 1789         | 1791           | Étienne de Bornier       |             | Colonel ; 1er maire républicain                      |
| 1791         | 1792           | Directoire départemental |             | Conseil général de la commune et commissaires civils |
| 1792         | 1793           | Louis Monnat             |             | 1er Officier d'Etat-Civil                            |
| 1793         | 1794           | Directoire départemental |             | Conseil général de la commune et commissaires civils |
| 1794         | 1795           | Antoine Pellet           |             |                                                      |
| 1795         | 1799           | Marc-Antoine Ménard      |             |                                                      |
| 1799         | 1815           | Jacques Valentin         |             |                                                      |
| 1815         | 1830           | Jean-Auguste Malinas     |             |                                                      |
| 1830         | 1837           | Marc-Antoine Ménard      |             |                                                      |
| 1837         | 1837           | Pierre-Antoine Sauvajol  |             |                                                      |
| 1837         | 1848           | Jean Runel               |             |                                                      |
| 1848         | 1849           | Jean-David Coste         |             |                                                      |
| 1849         | 1865           | Charles Bézard           |             |                                                      |
| 1865         | 1871           | Edouard Vialla           |             |                                                      |
| 1871         | 1874           | Jacques Auguste Malinas  |             |                                                      |
| 1874         | 1876           | Edouard Vialla           |             |                                                      |
| 1876         | 1877           | Emilien Combarnous       |             |                                                      |
| octobre 1877 | 3 janvier 1878 | Saint-Ange Aury          |             | Ad interim                                           |
| 1878         | 1881           | Emilien Combarnous       |             |                                                      |
| 1881         | 1884           | Charles Gempp-Pernod     |             |                                                      |
| 1884         | 1906           | Georges Martel           |             |                                                      |
| 1906         | 1919           | Jean Salducci            | Républicain | Conseiller général                                   |
| 1919         | 1921           | Edmond Médard            |             |                                                      |
| 1921         | 1925           | Joseph Renard            |             |                                                      |
| 1925         | 1929           | Henri Routou             |             |                                                      |
| 1929         | 1932           | Auguste Mauras           |             |                                                      |
| 1932         | 1935           | Albert Fontanieu         |             |                                                      |
| 1935         | 1941           | Hippolyte Valentin       |             |                                                      |
| 1941         | 1944           | Raymond Fraisse          |             |                                                      |
| 1944         | 1945           | Ernest Périer            |             | Président du comité local de libération              |

### Maires depuis la Libération
| Période        | Période                      | Identité          | Étiquette | Qualité |
| -------------- | ---------------------------- | ----------------- | --------- | --- |
| mai 1945       | mars 1959                    | Bruno Brunel      |           | |
| mars 1959      | mars 1965                    | Paul Valentin     |           | |
| mars 1965      | mars 1977                    | René Parry        | DVD       | |
| mars 1977      | mars 1983                    | Élie Rauzier      | PS        | Ingénieur, viticulteur Conseiller général de Lunel (1973 → 1979) Suppléant du député Georges Frêche (1981 → 1986)                                                                  |
| mars 1983      | mars 1989                    | Henri Canitrot    | RPR       | Chef technicien des télécoms |
| mars 1989      | mars 2001                    | Claude Barral     | PS        | Cadre administratif territorial Conseiller général de Lunel (1985 → 2015) Vice-président du conseil général de l'Hérault Conseiller régional de Languedoc-Roussillon (1988 → 1992) |
| mars 2001      | 4 juillet 2020               | Claude Arnaud     | DVD       | Expert comptable honoraire Président de la CC du Pays de Lunel (2008 → 2020) |
| 4 juillet 2020 | 28 juin 2025 (décès)         | Pierre Soujol,    | SE-DVD    | Retraité de la Gendarmerie Président de Lunel Agglo (2020 → 2025) |
| 9 juillet 2025 | En cours (au 9 juillet 2025) | Paulette Gougeon, | DVD       | Technicienne de laboratoire Adjointe au maire (2014 → 2025) Conseillère départementale de Lunel (2021 → )                                                                          |